# ميليسا غونزاليس (ممثلة)
ميليسا غونزاليس (بالإنجليزية: Melissa Gonzales)‏ هي ممثلة أمريكية، ولدت في 1980.

## وصلات خارجية
- ميليسا غونزاليس (ممثلة) على موقع IMDb (الإنجليزية)
- ميليسا غونزاليس (ممثلة) على موقع قاعدة بيانات الفيلم (الإنجليزية)